# The Dandy Warhols
The Dandy Warhols je americká rocková kapela. V roce 1994 ji v Portlandu v Oregonu založil zpěvák a kytarista Courtney Taylor-Taylor a kytarista Peter Holmström, ke kterým se přidala klávesistka Zia McCabe a bubeník Eric Hedford. Hedford skupinu opustil v roce 1998, byl nahrazen Brentem DeBoerem, Taylor-Taylorovým bratrancem. Název kapely je slovní hříčkou se jménem pop artového umělce Andyho Warhola.

## Diskografie
Studiová alba
- Dandys Rule OK (1995)
- ...The Dandy Warhols Come Down (1997)
- Thirteen Tales from Urban Bohemia (2000)
- Welcome to the Monkey House (2003)
- The Black Album/Come On Feel The Dandy Warhols (2004)[1]
- Odditorium or Warlords of Mars (2005)
- ...Earth to the Dandy Warhols... (2008)
- The Dandy Warhols Are Sound (2009)
- This Machine (2012)
- Distortland (2016)